# 高濱虛子

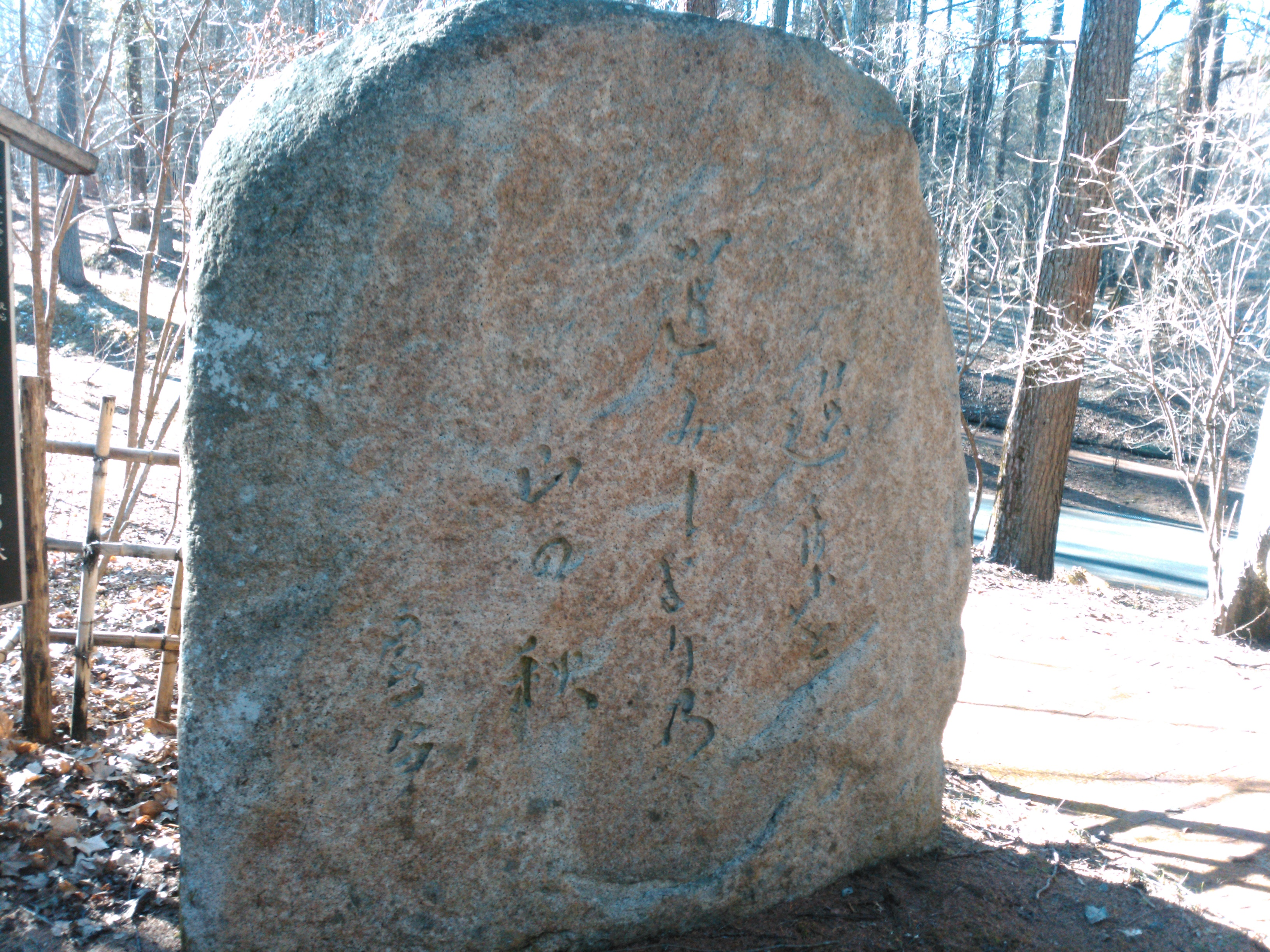
虚子的句碑《山梨縣山名湖村》

高濱虛子（1874年2月22日—1959年4月8日）是日本明治和昭和時代的俳人、小說家。本名為高濱清。
以提倡客觀素描、花鳥諷詠等《杜鵑雜誌》的理念著名。

## 經歷
日本愛媛縣松山市長町新町（現松山市湊町）人，舊伊予松山藩士池田政忠的的四年。九歲時成為祖母娘家高濱家的養子。
1888年進入伊予尋常中學（現在的愛媛縣立松山東高等學校），經大他一歲的河東碧梧桐介紹而與正岡子規學習俳句。1891年正岡子規為其取了虛子這個號。
1893年和河東碧梧桐一起進入京都的第三高等學校。當時兩人關係相當密切，一起居住的地方還取名為虛桐庵。1894年由於第三高等學校改制，於是兩人又轉學至第二高等學校。不久之後退學，前往東京都台東區根岸正岡子規的子規庵。
1897年參加柳原極堂在松山的俳句雜誌《杜鵑》，之後虛子把此誌移往東京並轉型為綜合俳句、和歌以及散文等的文藝雜誌，夏目漱石等人也在此投稿。1902年子規去世後虛子停止創作俳句，埋頭寫作小說。
1910年搬遷至神奈川縣鎌倉市，居住於此直至去世。1913年為了與河東碧梧桐的新傾向俳句對抗，而回到俳壇。
1944年9月4日為了躲避戰火而移往長野縣小諸市，在此度過直到1947年10月的四年時光。
1954年接受文化勳章，1959年4月8日於鎌倉市以85歲高齡逝世。墓地在鎌倉市扇谷壽福寺，戒名虛子庵高吟樁壽居士。
虛子此生留下20萬句以上的俳句。
2000年4月，兵庫縣芦屋市虛子紀念文學館開幕。

## 評論
正岡子規去世以後，相對於高唱不應被五七五調所拘束的新傾向俳句河東碧梧桐，1913年回到俳壇的虛子則是認為應保存俳句傳統的五七五調。另外，虛子主張應重視景物的客觀素描，著重季節感而塑造出明亮的餘韻。但也因身為守舊派，與曾為好友的河東碧梧桐激烈的對立。
不過河東碧梧桐在1936年去世後，隔年1937年虛子也吟詠了弔念曾為好友的宿敵之俳句。
1927年虛子表示客觀素描、花鳥諷詠兩項為俳句追求的目標。回歸俳壇的虛子以《杜鵑雜誌》為中心發展出巨大的勢力，大正、昭和初年可以說俳壇就相當於《杜鵑雜誌》，虛子可以說完全君臨俳壇。
《杜鵑雜誌》也出了飯田蛇笏、水原秋櫻子、山口誓子、中村草田男、川端茅舍、松本たかし等名家。

## 代表作
- 春風や 闘志抱きて 丘に立つ
- 遠山に 日の当たりたる 枯野かな
- 去年今年 貫く棒の 如きもの

### 俳集
- 《虛子句集》
- 《五百句》
- 《五百五十句》
- 《六百句》
- 《虛子俳話》
- 《句日記》

### 小説集
- 《雞頭》
- 《兩個柿子》
- 《俳諧師》
- 《虹》

## 文學館
- 虛子記念文學館
- 神戸文學館

## 勳章
- 1959年4月8日：勳一等瑞寶章

## 外部連結
- 虛子記念文學館 （页面存档备份，存于）
- 杜鵑雜誌 （页面存档备份，存于）
- 虛子一族世系图 （页面存档备份，存于）